# Ptyalincola ondatrae
Ptyalincola ondatrae är en plattmaskart. Ptyalincola ondatrae ingår i släktet Ptyalincola och familjen Leucochloridiomorphidae. Inga underarter finns listade i Catalogue of Life.